# スッペシャル!ベストミニ〜2.5枚目の彼〜
『スッペシャル!ベストミニ 〜2.5枚目の彼〜』（スッペシャル ベストミニ にてんごまいめのかれ）は、Berryz工房の1枚目のミニアルバム。2005年12月7日、アップフロントワークスのPICCOLO TOWNレーベル（販売元はキングレコード）より発売。

## 解説
『ふたりはプリキュア』ファン向けに企画されたミニアルバムで、ジャケットは「ギャグ100回分愛してください」同様、稲上晃による書き下ろしイラストである。

## 収録曲
全作詞・作曲：つんく
1. ギャグ100回分愛してください [3:48]
編曲：高橋諭一
9thシングル。
2. ありがとう! おともだち。 [3:59]
編曲：鈴木Daichi秀行
新曲。
3. スッペシャル ジェネレ〜ション [4:03]
編曲：馬飼野康二
6thシングル。
4. 21時までのシンデレラ [3:15]
編曲：小西貴雄
8thシングル。
5. ピリリと行こう! [3:37]
編曲：平田祥一郎
3rdシングル。
6. あなたなしでは生きてゆけない [3:58]
編曲：AKIRA
1stシングル。